# Gail Davies
Gail Davies, pseudonimo di Patricia Gail Dickerson (Broken Bow, 5 giugno 1948), è una cantautrice statunitense, autrice di numerosi singoli di successo fra gli anni '70 e '80.
È anche stata la prima donna a intraprendere l'attività di produttrice discografica nel settore country. È figlia del cantante country Tex Dickerson e sorella dell'autore di canzoni Ron Davies.

## Biografia
Gail Davies nacque a Broken Bow in Oklahoma il 5 giugno 1948. Suo padre, Tex Dickerson, era un popolare cantante country, noto tra l'altro per le sue esibizioni nella trasmissione radiofonica Louisiana Hayride. Quando sua madre si risposò, Gail andò a vivere con lei nello stato di Washington, e in seguito acquisì il cognome "Davies" essendo stata adottata dal nuovo marito di sua madre, Darby Davies. Dopo il liceo, Gail si trasferì a Los Angeles e sposò un musicista jazz. Per qualche tempo tentò la fortuna come cantante jazz, ma interruppe dopo il divorzio dal marito. In seguito su assunta come cantante turnista dall'etichetta A&M Records, avendo così l'occasione di collaborare con artisti come Neil Young e Hoyt Axton e di conoscere, fra l'altro, John Lennon e Joni Mitchell. Mitchell e Davies, in particolare, divennero amiche, e l'ingegnere del suono di Mitchell, Henry Lewy, insegnò a Davies le tecniche di produzione discografiche. In seguito Gavies ricevette l'offerta di partecipare a un tour europeo di Frank Zappa, ma rifiutò, scegliendo invece di collaborare con l'artista country Roger Miller. Con Miller ebbe l'occasione di debuttare televisivamente nella trasmissione The Mary Griffin Show.
Incoraggiata da suo fratello maggiore Ron (che aveva scritto canzoni tra gli altri per David Bowie e Helen Reddy), Gail iniziò a scrivere canzoni, trasferendosi a Nashville per tentare la carriera di cantautrice country. Qui fu assunta dalla EMI come autrice; per la EMI compose tra l'altro Bucket to the South, un brano interpretato da Ava Barber che divenne un successo. Gail passò quindi alla CBS Records e nel 1978 incise un proprio album di debutto eponimo, da cui furono tratti per tre singoli classificatisi nelle Top 20; Someone Is Looking For Someone Like You, in particolare, divenne un grande successo, di cui furono realizzate cover da numerosi artisti.
Scontenta della produzione del suo album, nel 1979 Davies passò alla Warner Bros. Records, con cui incise e produsse l'album The Game, considerato uno dei suoi capolavori. Anche da questo album furono tratti tre singoli di successo, di cui uno, Blue Heartache, raggiunse la Top 10. Anche il successivo album I'll Be There (1980) fu un successo, con ben tre singoli nella Top 10. Nel 1982 uscì il terzo album di Davies prodotto da lei stessa, Giving Herself Away, che divenne celebre soprattutto per il singolo Round the Clock Lovin'.
Nell'inverno del 1982 Davies diede alla luce il figlio Christopher Alan Scruggs, e si ritirò per qualche tempo dalla scena.
L'ultimo album pubblicato con la Warner, What Can I say (1983) ebbe meno successo dei precedenti, e lo scarso supporto per la promozione dei singoli fu uno dei motivi che convinsero la Davies a lasciare l'etichetta e passare alla RCA. Con la RCA pubblicò nel 1984 Where Is a Woman To Go, che ebbe un discreto successo.
Nel 1985 Gail fondò un gruppo musicale chiamato Wild Choir, che incise un unico album eponimo, considerato uno dei capostipiti del genere alternative country.
Negli ultimi anni '80 Gail cambiò diverse etichette, pubblicando un album con la MCA (Pretty Words) e poi due con la Capitol (The Other Side of Love and The Best of Gail Davies). Negli anni '90 lavorò come produttrice per la EMI e fondò una propria etichetta, Little Chickadee Productions (LDP), con cui incise un proprio album intitolato Eclectic, citato dal New York Times e da Tower Pulse Magazine come uno dei migliori album country dell'anno. Sempre per la sua etichetta LDP furono pubblicati i suoi successivi album Gail Davies Greatest Hits, Love Ain't Easy, Live At The Station Inn e The Songwriter Sessions.
Nel 2002 Davies ricevette anche grandi consensi per la produzione dell'album Caught in the Webb, un tributo a Webb Pierce realizzato da una grande ensemble di artisti, inclusi George Jones, Emmylou Harris, Willie Nelson, Pam Tillis, Dwight Yoakam, Crystal Gayle, Charley Pride, The Del McCoury Band, Allison Moorer, Guy Clark, Dale Watson, The Jordanaires, Rosie Flores, Lionel Cartwright, Robbie Fulks, Mandy Barnett e Billy Walker.
Attualmente semi-ritirata dalle scene, Gail Davies continua a esibirsi in pubblico, soprattutto in Europa, e ha prodotto nel 2013 un ultimo album, Unsung Hero - A Tribute To The Music Of Ron Davies, insieme a Dolly Parton, Vince Gill, Alison Krauss, Shelby Lynne, John Prine, Crystal Gayle, Jim Lauderdale e altri.
Nel 2011 Davies ha pubblicato la sua autobiografia, "The Last of the Outlaws".

## Discografia

### Album in studio
- Gail Davies (Lifesong Records, 1978)
- The Game (Warner Bros., 1980)
- I'll Be There (Warner Bros., 1980)
- Giving Herself Away (Warner Bros., 1982)
- What Can I say (Warner Bros., 1983)
- Where Is a Woman to Go (RCA, 1984)
- Wild Choir (RCA, 1986)
- Pretty Words (MCA, 1989)
- The Other Side of Love (Capitol, 1990)
- Eclectic (Little Chickadee Records, 1995)
- Love Ain't Easy (Little Chickadee Records, 1999)
- The Songwriter Sessions (Little Chickadee Records, 2003)

### Raccolte
- The Best of Gail Davies (Liberty Records, 1991)
- Greatest Hits (Little Chickadee Records, 1991)
- Live and Unplugged at the Station Inn (Little Chickadee Records, 2001)